# John Maxwell, 1. Baron Farnham
John Maxwell, 1. Baron Farnham († 6. August 1759) war ein irischer Politiker und Peer.
Seine Eltern waren Rev. Henry Maxwell, anglikanischer Pfarrer von Derrynoose im County Armagh, und Anne Stewart.
Von 1725 bis 1759 war er Prothonotary am Court of Common Pleas of Ireland. 1739 war er Sheriff des County Cavan. Von 1727 bis 1756 war er Mitglied des Irish House of Commons für das County Cavan. Am 6. Mai 1756 wurde er in der Peerage of Ireland zum Baron Farnham, of Farnham in the County of Cavan, erhoben und erhielt einen Sitz im Irish House of Lords.
Seit Juni 1719 war er mit Judith Barry (* 1699; † 1771) verheiratet. Mit ihr hatte er vier Kinder:
- Robert Maxwell, 1. Earl of Farnham, 2. Baron Farnham († 1779)
- Barry Maxwell, 1. Earl of Farnham, 3. Baron Farnham († 1800)
- Rt. Rev. Henry Maxwell († 7. Oktober 1798), Bischof von Dromore und Meath
- Hon. Anne Maxwell ⚭ Owen Wynne